# سافاري (سلسلة)
سافاري هي سلسلة روايات أدبية مصرية تدور في أجواء طبية في الأرض الإفريقية في دولة الكاميرون.  بطلها د.علاء عبد العظيم، ومؤلف السلسلة د. أحمد خالد توفيق.  مكتوبة بطابع علمي وكوميدي ساخر. بدأ إصدارها في عام 1996 وعدد الأعداد 53 عددًا. 
| السلسلة | العنوان            |
| 1       | الوباء             |
| 2       | خاطفو الأجساد      |
| 3       | الحريق             |
| 4       | رقصة الموت         |
| 5       | تجربة محرمة        |
| 6       | أشياء تحدث ليلا    |
| 7       | الآن تراه..!       |
| 8       | الكابوس            |
| 9       | الفصيلة            |
| 10      | العاشر !           |
| 11      | يوم ثارت الوحوش    |
| 12      | أرض الجنون         |
| 13      | تسي تسي !          |
| 14      | إنهم يعودون أحيانا |
| 15      | الرجل الذي لم يكن  |
| 16      | ؟؟؟                |
| 17      | دواء يقتل          |
| 18      | عام الأفاعي        |
| 19      | الجمجمة            |
| 20      | المرض الأسود       |
| 21      | الماساي            |
| 22      | قشعريرة            |
| 23      | الانفجار           |
| 24      | الآن..نرجوكم الصمت |
| 25      | كليمنجارو          |
| 26      | الظاهرة            |
| 27      | H.I.V              |
| 28      | توركانا            |
| 29      | حكاية ثقب          |
| 30      | قصاصات             |
| 31      | الحادث             |
| 32      | لماذا جنت الأبقار؟ |
| 33      | زولو               |
| 34      | حكايات من الناتال  |
| 35      | رجال من رجال       |
| 36      | هواء فاسد          |
| 37      | رجل الرمال         |
| 38      | الأخير             |
| 39      | NDE                |
| 40      | عن الطيور نحكي     |
| 41      | سيد الجينات        |
| 42      | هم !               |
| 43      | إلى الشمال         |
| 44      | داء الأسد          |
| 45      | الشمس الأرجوانية   |
| 46      | المرض السابع       |
| 47      | الوحدة 731         |
| 48      | إنهم يكذبون        |
| 49      | السعار             |
| 50      | قصة بوليسية        |
| 51      | عودة ساحرة الأفاعي |
| 52      | أيام الكونغو       |
| 53      | الموت الأصفر       |

## مقدمة السلسلة
(سافاري) مصطلح غربي مأخوذ من اللغة السواحلية وهي كلمة عربية محرفة عن (سفريّة)، وحين يتحدثون عن السافاري فهم يتحدثون عن رحلات صيد الوحوش في أدغال (إفريقيا).
لكن وحدة سافاري في هذه السلسلة كانت تصطاد المرض في القارة السوداء، بطل الرواية علاء عبد العظيم وهو شاب مصري ككل الشباب اختار أن يبحث عن ذاته بعيدًا وسط أدغال الكاميرون، وفي بيئة غريبة وأمراض أغرب وأخطار لا تنتهي في كل دقيقة.

## أبطال السلسلة
من بين كل كتابات د.أحمد خالد توفيق، فإن د.علاء عبد العظيم أقرب الشخصيات إلى البطل الذي تعارف عليه القراء، نشأ د.علاء عبد العظيم في مصر، وهاجر منها بعد ذلك متوجها إلى الكاميرون، حيث يعمل في وحدة سفاري هناك، وهذه الوحدة منظمة طبية شبيهة بمنظمات أطباء بلا حدود.

### أبطال مساعدون
- برنادت: الطبيبة الرقيقة التي صارت هي مدام عبد العظيم.
- آرثر شيلبي:  طبيب الأمراض الحارة البارع المتبختر الذي يصلح كممثل وقد تعلم منه علاء الكثير.
- بارتلييه: رئيس الوحدة البدين طيب القلب.
- إبراهام ليفي: طبيب العيون الإسرائيلي عدو «علاء» اللدود.
- بودرجا: المترجم الدائم ويصلح لكل شيء تقريبا كمترجم لإجادته العديد من اللغات المحلية وكسائق وكممرض وكعامل نظافة.
- ديفيد جيديون:  إنجليزي يهودي مشرح الوحدة وهو بارع جدا في عمله ويحترمه علاء ويستفيد من علمه علي قدر استطاعته ولا تراه في ضوء الشمس إلا نادراً.
- سباتزاني: الجراح الايطالي خفيف الظل العبقري في عمله ويرغب الجميع في العمل معه ويحاول علاء التعلم منه الكثير.
- شارل سينيوريه: الفرنسي مدير وحدة سافاري الكينية الحالي طيب القلب ويحب علاء ولكن يحاول إخفاء ذلك بسبب كونه مدير الوحدة.
- ستيجوود: رئيس وحدة سفاري بكينيا قبل سينيوريه المتبختر والذي قد تم القبض عليه بعد ان اثبت علاء انه شارك في عمليات اختلاس.
- بسام: طبيب تونسي وصديق «علاء» الحميم الذي يشاركه الحياه في سفاري الكاميرون ويستأنس به من وحشة الغربة.
- باركر: نائب الوحدة مهمته الوحيدة هي جعل كل من يعمل بالوحدة تعيسًا ولكن يتصدي له بارتلييه
- بروفيسور كارلو سابتسانى : ايطالى جراح بارع حقا و لطيف المعشر وسيم كالشمس ثرثار كببغاوات الامازون و ذكى كالشيطان

## المغامرات
صدر من سلسلة سافاري:
1. الوباء
2. خاطفو الاجساد
3. الحريق
4. رقصة الموت
5. تجربة محرمة
6. اشياء تحدث ليلا
7. الآن تراه (ج1)
8. الكابـوس (ج2)
9. الفصيلة
10. العاشر
11. يوم ثارت الوحوش (ج1)
12. أرض الجنون (ج2)
13. تسي تسي
14. انهم يعودون أحيانا
15. الرجل الذي لم يكن
16. دواء يقتل
17. عام الافاعي
18. الجمجمة
19. المرض الأسود
20. الماساي
21. قشعريرة
22. الآن نرجوكم الصمت
23. الانفجار
24. كليمنجارو
25. الظاهرة
26. H.I.V
27. توركانا
28. حكاية ثقب
29. قصاصات
30. الحادث
31. لماذا جنت الابقار؟؟
32. زولو
33. حكايات من الناتال
34. رجال من رجال
35. هواء فاسد
36. رجل الرمال (ج1)
37. الأخيــر (ج2)
38. NDE
39. عن الطيور نحكي
40. سيد الجينات
41. هم
42. إلى الشمال
43. داء الأسد
44. الشمس الأرجوانية
45. المرض السابع
46. الوحدة 731
47. إنهم يكذبون
48. السعار
49. قصة بوليسية
50. عودة ساحرة الافاعى
51. أيام الكونغو
52. الموت الأصفر

## الأعداد الخاصة
الأعداد الخاصة التي كان نجمها علاء عبد العظيم في وحدة سافاري هي:
- ثلاثة: رواية نشرتها المؤسسة قبل الأعداد الخاصة وذلك في (كتاب الصيف - أشباح ولكن) لنبيل فاروق وأحمد خالد توفيق وآخرون، وجمعت الأبطال الثلاثة لأحمد خالد توفيق في نفس القصة.
- .P.C.R: أول الأعداد الخاصة بسافاري، والعدد السادس من سلسلة الأعداد الخاصة لأحمد خالد توفيق.
- 30: عدد خاص بمناسبة مرور 30 سنة على روايات مصرية، وكذلك أيضا جمع الأبطال الثلاثة لأحمد خالد توفيق في نفس الرواية.